# Rochegude, Gard
Rochegude là một xã trong vùng Occitanie. Xã Rochegude, Gard nằm ở khu vực có độ cao trung bình 150 mét trên mực nước biển.